# Gleby kopalne
Gleba kopalna – gleba powstała we wcześniejszym okresie geologicznym, znajdująca się pod młodszymi osadami. Pod względem fizycznym, chemicznym, biologicznym oraz morfologicznym jej warstwy różnią się od niezwietrzałego podłoża. Czwartorzędowe gleby kopalne występują w warstwach lessowych piaszczystych oraz gliniastych.
Co najmniej dwie gleby kopalne tworzą zespół gleb kopalnych, a jeśli młodsza gleba utworzyła się w poziomach starszej poprzez modyfikacje ukształtowanego już profilu glebowego, taki zespół określany jest jako pedokompleks. 